# Codex Tchacos

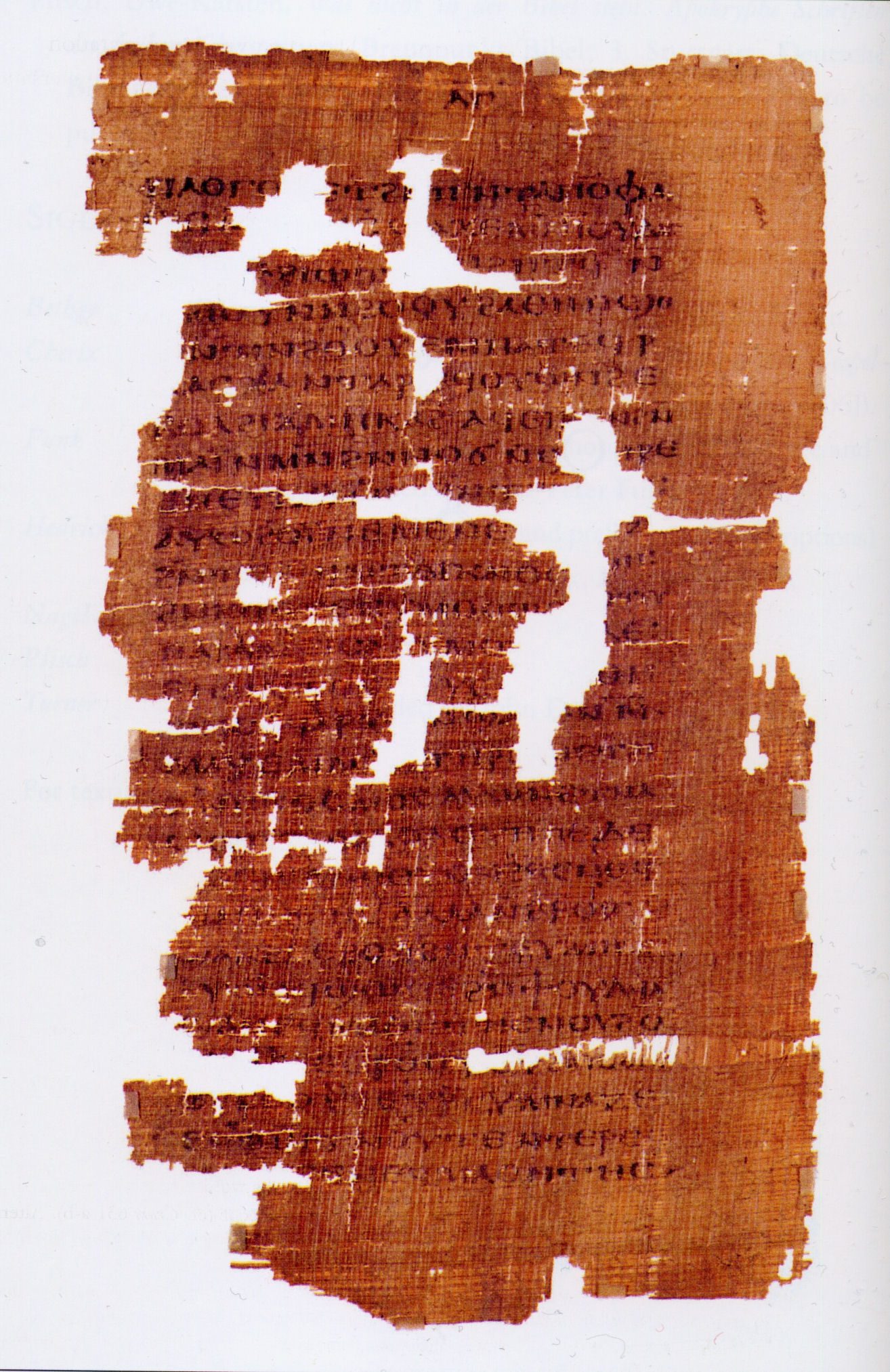
Seite 33 des Codex Tchacos mit dem Beginn des Judasevangeliums (CT 3)

Der Codex Tchacos (CT) ist eine Sammlung apokrypher Handschriften. Der Codex enthält mehrere gnostische Texte aus dem 4. Jahrhundert in koptischer Sprache mit apokalyptischer Thematik. Die in sahidischem Dialekt abgefassten Texte waren ursprünglich höchstwahrscheinlich griechisch geschrieben und dürften frühestens auf das Ende des 2. Jahrhunderts zurückgehen. Wahrscheinlich sind sie erst im 3. Jahrhundert entstanden. Benannt wurde der Papyrus-Codex nach Dimaratos Tchacos, dem Vater der letzten Eigentümerin, Frieda Nussberger-Tchacos. Besonderes Interesse fand das Evangelium des Judas, das in der Handschrift enthalten ist.

## Besitzgeschichte
Entdeckt wurde der Codex Tchacos in Mittelägypten in der Nähe der Stadt al-Minya in den 1970er Jahren. Es handelt sich um einen Papyrus-Codex aus dem 4. Jahrhundert. Kurz nach dem Fund wurde das Dokument von einem ägyptischen Händler überteuert zum Kauf angeboten, die Rede war von 3 Millionen US-Dollar. Nachdem es kurzzeitig gestohlen wurde, konnte 1983 der Kodex von einem Team von Wissenschaftlern darunter Ludwig Koenen, David Noel Freedmann, James M. Robinson, Astrid Beck und Stephen Emmel kurzzeitig eingesehen werden. Emmel konnte die ersten zwei der enthaltenen Werke identifizieren, sie waren von Nag Hammadi bekannt. Ein Verkauf kam nicht zustande, da kein Käufer oder Institut diese Summe aufbringen konnte und niemand die Bedeutung der noch nicht identifizierten Teile einschätzen konnte, außerdem waren hohe Kosten für die Konservierung und Rekonstruktion zu befürchten. So gelangte der Codex von Kairo über die Schweiz nach New York, wo er gut 16 Jahre in einem Bankschließfach des Händlers verschwand und im Februar 2002 von der Maecenas-Stiftung mit Sitz in Basel erworben wurde.
Die Maecenas-Stiftung beauftragte zusammen mit Frieda Nussberger-Tchacos den Genfer Koptologen Rodolphe Kasser mit der Veröffentlichung des Textes. Kasser holte Florence Darbre ins Team, die als Konservatorin für die Martin-Bodmer-Stiftung arbeitete. Durch unsachgemäße Lagerung in feuchter Luft und Lagerung in einem Eisfach war der Codex in hunderte kleiner Fragmente zerfallen. Für die Rekonstruktion wurde jedes Fragment beidseitig fotografiert und von dem Religionshistoriker Gregor Wurst von der Universität Augsburg und seinen Kollegen am Computer zusammengesetzt. Im Lauf von drei Jahren konnten dabei fast 90 Prozent des Textes rekonstruiert werden. Das unter Leitung von Rodolphe Kasser übersetzte Manuskript wurde 2006 publiziert. 2007 erschien eine kritische Ausgabe der vier Texte des Codex.
Am 9. April 2006 veröffentlichte National Geographic weltweit auf seinen Fernsehsendern im Rahmen eines zweistündigen Doku-Specials die Ergebnisse der Untersuchungen. Nach der Übersetzung und Restaurierung der Schrift soll der Kodex nach dem Willen der Stiftung dem ägyptischen Staat für das Koptische Museum von Kairo übergeben werden. Im Jahr 2009 wurde ein Großteil der noch fehlenden Fragmente, die in einem Versteck in den USA lagerten, durch einen Gerichtsbeschluss freigegeben. Sie sollen nun in Europa mit den bereits bekannten Teilen des Codex wiedervereinigt und ausgewertet werden.

## Beschreibung
Der stark beschädigte Codex ist in mehrere Hundert Fragmente zerfallen, er umfasst 31 teilweise sehr zerfallene Blätter, somit 62 mehr oder weniger erhaltene und nummerierte Seiten im Format von ca. 16 × 29 cm, vier Seiten sind in geringen Resten erhalten, außerdem einige zusätzliche Fragmente, die sich keiner Seite zuordnen lassen. Der Text wurde in aufwändiger Kleinarbeit – soweit möglich – rekonstruiert und 2006 publiziert. Ein Ledereinband ist teilweise erhalten. Die Handschrift wurde von einem professionellen koptischen Schreiber gefertigt. Die Sprache, die Buchstabenform der Handschrift und alle Umstände weisen eine Nähe, jedoch keine Identität zu Handschriften von Nag Hammadi auf. Die paläographische Altersbestimmung datierte die Handschrift vorsichtig auf das vierte bis fünfte Jahrhundert, die Radiocarbonmethode kam auf ein wahrscheinliches Entstehungsdatum von 280 ± 60 Jahre.

## Inhalt
Der Codex hat vier erhaltene Teile (CT 1-4):
- CT 1: Der Brief des Petrus an Philippus, Epistula Petri (EpPt)
- CT 2: Die Erste Apokalypse des Jakobus, (1Apc)Jac
- CT 3: Das Evangelium des Judas, EvJud
- CT 4: (Allogenes)
- Einige Fragmente gehören möglicherweise zu einem weiteren Werk, von dem nicht viel erhalten blieb.

EpPt und (1Apc)Jac waren bereits aus den Funden von Nag Hammadi bekannt. Für das Evangelium des Judas und (Allogenes) ist der Kodex der einzige bekannte Textzeuge. Die ersten drei Schriften sind pseudepigraphisch, d. h., sie geben vor, von dem jeweiligen Jünger Jesu zu stammen. Die Klammer bei „(Allogenes)“ weist darauf hin, dass der ursprüngliche Titel des vierten Werks unbekannt ist. Die Bezeichnung Allogenes (griech.: Αλλογενής, „Fremdstämmiger“) wird hilfsweise verwendet, weil bei diesem Papyrus Anfang und Ende und somit nebst dem Titel auch die Verfasserangabe fehlen.
„Die vier erhaltenen Schriften des CT haben einen unverkennbaren christlichen Charakter.“ Bei den ersten drei handelt es sich um lehrhafte Dialoge mit den Jüngern, in denen Jesus ihnen wichtige Offenbarungen über sein Geschick, die Entstehung der Welt und die Erlösungsmöglichkeiten für die Jünger mitteilt; und sie sind in die Zeit um Passion und Auferstehung Jesu herum platziert. Leiden und Verfolgung sind ein wichtiges Thema. Daneben spielt die Polemik gegenüber Theologie und Praxis der Mehrheit der damaligen Christenheit eine Rolle, am stärksten im Judasevangelium. Die Fragmente einer fünften Schrift lassen erkennen, dass es um Themen geht, die auch in (Allogenes) und (1Apc)Jac vorkommen: das Fremd-Sein in der Welt, die Bitte um eine Sonderoffenbarung über die Wiedergeburt, die Überwindung der Körperlichkeit.